# Diopoinos et Scyllis
Diopoinos et Scyllis sont deux sculpteurs de la Grèce antique originaires de Crète, représentants du style dédalique en Crète, qui ont travaillé ensemble. Art dédalique en Crète ; temple de Prinias, xoana en bronze de Dréros, Diopoinos et Scyllis, sculpteurs élèves de Dédale. Ils auraient été soit les fils ou les élèves de Dédale,. Pline l'Ancien affirme qu'ils ont travaillé à Sicyone, cité qui deviendra à partir de cette époque l'une des grandes écoles de la sculpture. Les deux ont fait des statues pour les cités de Cléones et d'Argos. Ils ont travaillé le bois, l'ébène et l'ivoire. Pline l'Ancien indique qu'ils ont sculpté le marbre. Il n'existe aucune statue portant leur nom.